# Andrea Hämmerle

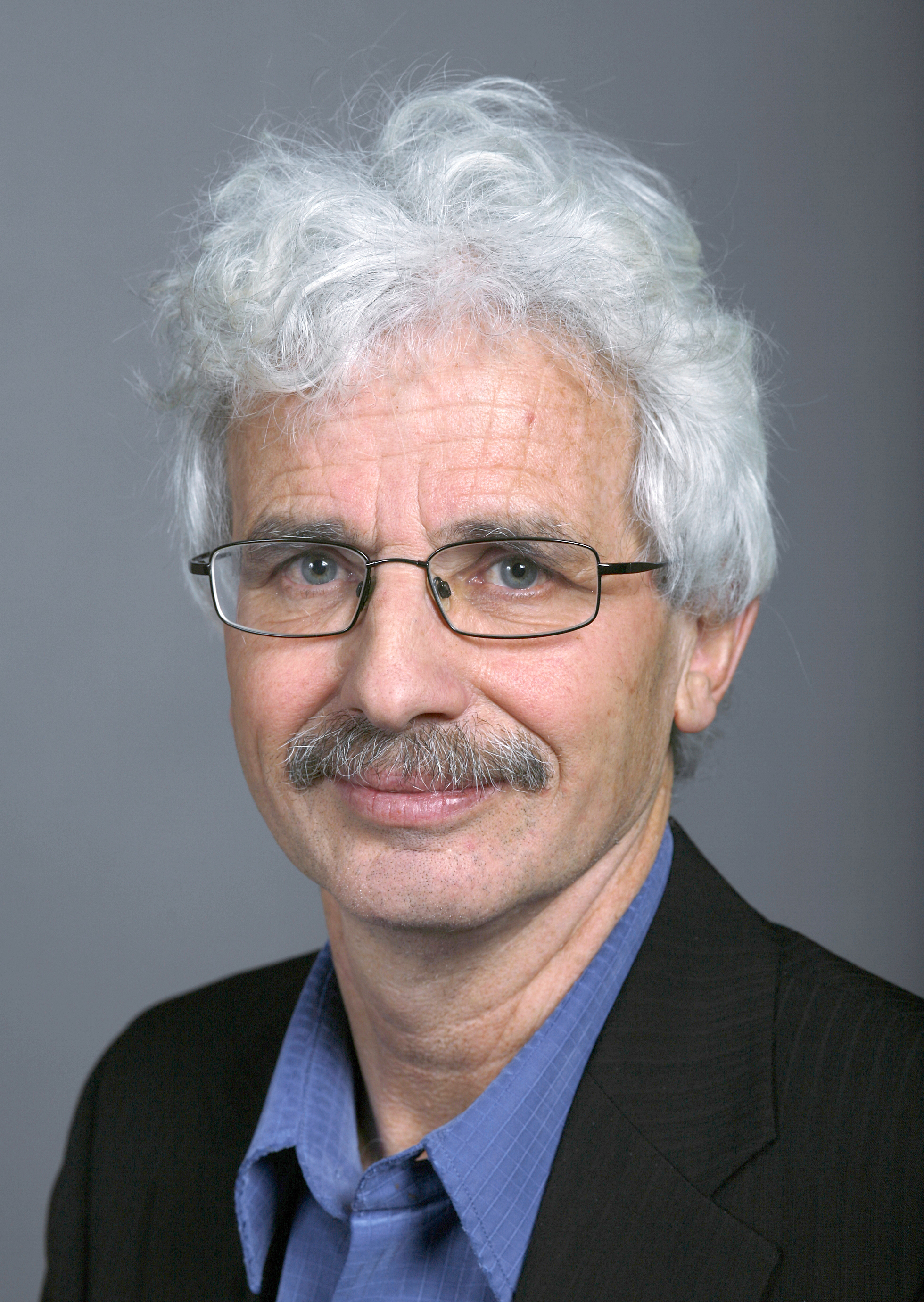
Andrea Hämmerle

Andrea Hämmerle (* 9. November 1946 in Pratval) ist ein Schweizer Politiker (SP).

## Leben
Andrea Hämmerle ist promovierter Jurist und Biobauer.
Von 1970 bis 1973 gehörte Hämmerle dem Gemeinderat von Pratval an. Er war von 1989 bis 1994 Mitglied des Grossen Rats des Kantons Graubünden. Von 1987 bis 1992 präsidierte er die SP Graubünden. 1997 verlor er als vom Parteiestablishment favorisierter Kandidat klar gegen Ursula Koch bei der Wahl ums SP Schweiz-Parteipräsidium in Nachfolge von Peter Bodenmann.
1991 wurde er in den Nationalrat gewählt. Er war langjähriges Mitglied der Kommission für Verkehr und Fernmeldewesen (KVF), die er ab 2007 präsidierte, und ab 1999 Mitglied der NEAT-Aufsichtsdelegation, deren Vorsitz er turnusgemäss zwei Mal innehatte. Ausserdem gehörte er der Kommission für Wirtschaft und Abgaben NR (1995–1997), der Kommission für Umwelt, Raumplanung und Energie (1999–2003) und der Kommission für Rechtsfragen NR (2004–2007) an. Zudem war er Präsident der «Parlamentarischen Gruppe Schweiz - Palästina». Bei den Wahlen 2011 trat Hämmerle nicht mehr an.
Hämmerle ist verheiratet und hat zwei erwachsene Kinder sowie ein Pflegekind.

## Werke
- Die Abwahl – Fakten und Figuren.[3] Rüegger Verlag, Glarus 2011, ISBN 978-3-7253-0981-8.